# Вашингтон (округ, Айдахо)
Ва́шингтон (англ. Washington) — округ в штате Айдахо. Административным центром является город Уизер.

## История
Округ Вашингтон был основан 20 февраля 1879 года. Название он получил в честь первого президента США Джорджа Вашингтона. Первооткрывателем этих земель стал в 1811 году Дональд Мак-Кензи. Основной наплыв поселенцев начался после открытия месторождений золота в 1860-х годах.
Каждый год на протяжении третьей недели июня в Вашингтоне проводится национальный ретроспективный конкурс скрипачей. В честь этого конкурса на гербе округа изображён скрипач.

## Население
По состоянию на июль 2008 года население округа составляло 12 206 человек. С 2003 года население увеличилось на 1,98 %. Ниже приводится динамика численности населения округа.

## География
Округ Бьютт располагается в юго-западной части штата Айдахо. Площадь округа составляет 3 816 км², из которых 17 км² (1,17 %) занято водой.
|                     |           | Адамс |
| Бейкер (шт. Орегон) | север     | Джем  |
| Бейкер (шт. Орегон) | Вашингтон | Джем  |
| Бейкер (шт. Орегон) | юг        | Джем  |
| Малур (шт. Орегон)  | Пейетт    |       |

### Дороги

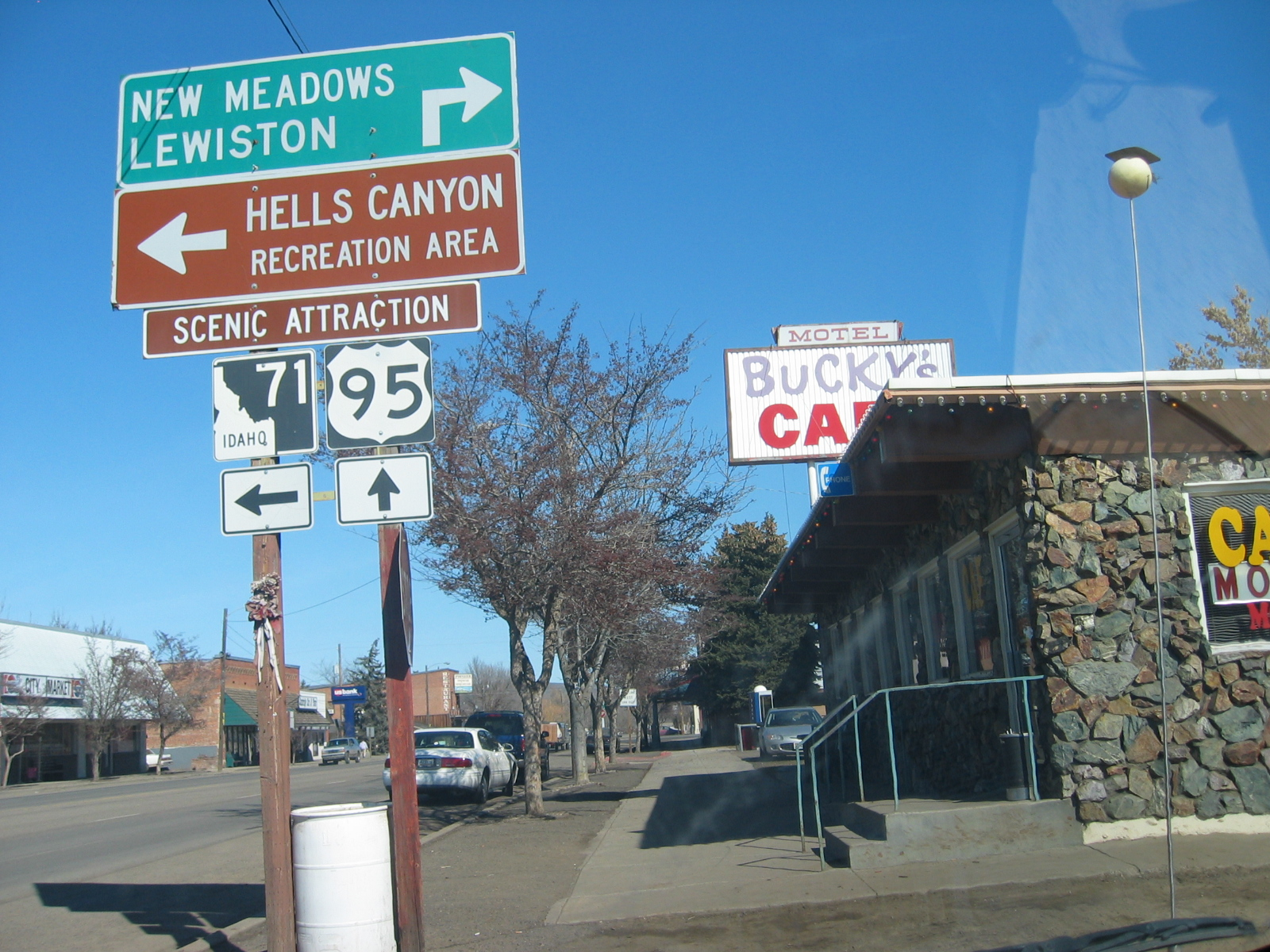
Дорожные знаки в Кембридже

- — US 95
- — SH-71

### Города округа
- Уизер
- Кеймбридж
- Мидвейл

### Достопримечательности и охраняемые природные зоны
- Бойсе (частично)
- Дир-Флат (частично)
- Пейетт (частично)